# Internationale Luchthaven Erbil
Internationale Luchthaven Erbil is een luchthaven tien kilometer ten noordwesten van de stad Erbil, de hoofdstad van de Koerdische Autonome Regio. De stad heeft meer dan 1 miljoen inwoners en ligt ca. 350 km ten noorden van de Iraakse hoofdstad Bagdad.
De luchthaven heeft faciliteiten voor zowel passagiers als vracht en met meer dan 30 vluchten per week is het de drukste luchthaven van Irak. Hij heeft voorlopig nog maar een terminal voor zowel aankomst als vertrek, met een nieuwere en veel grotere hoofdterminal in aanbouw.
Erbil is de thuishaven van luchtvaartmaatschappij Kurdistan Airlines en de Koerdische luchtvaartmaatschappij Sawan Airline.

## Externe link

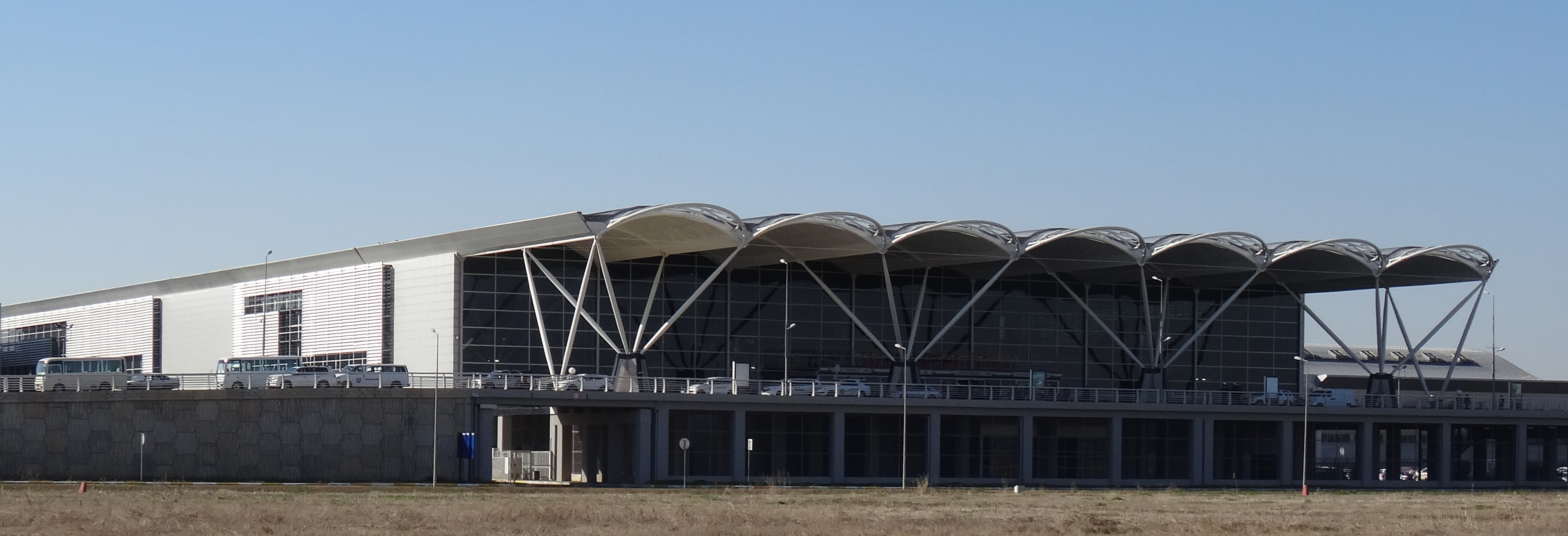
Terminalgebouw
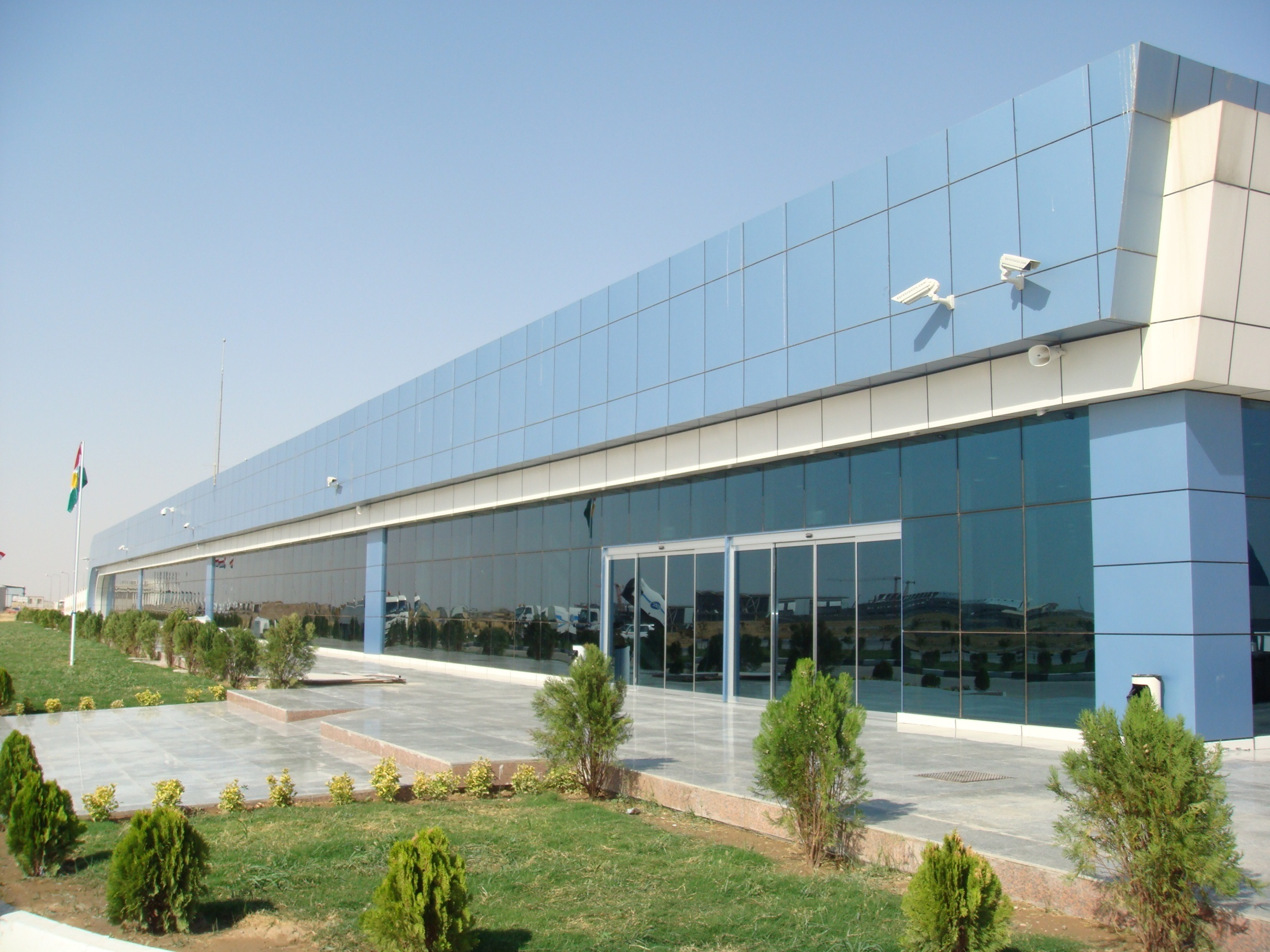
Deel van de oude luchthaven
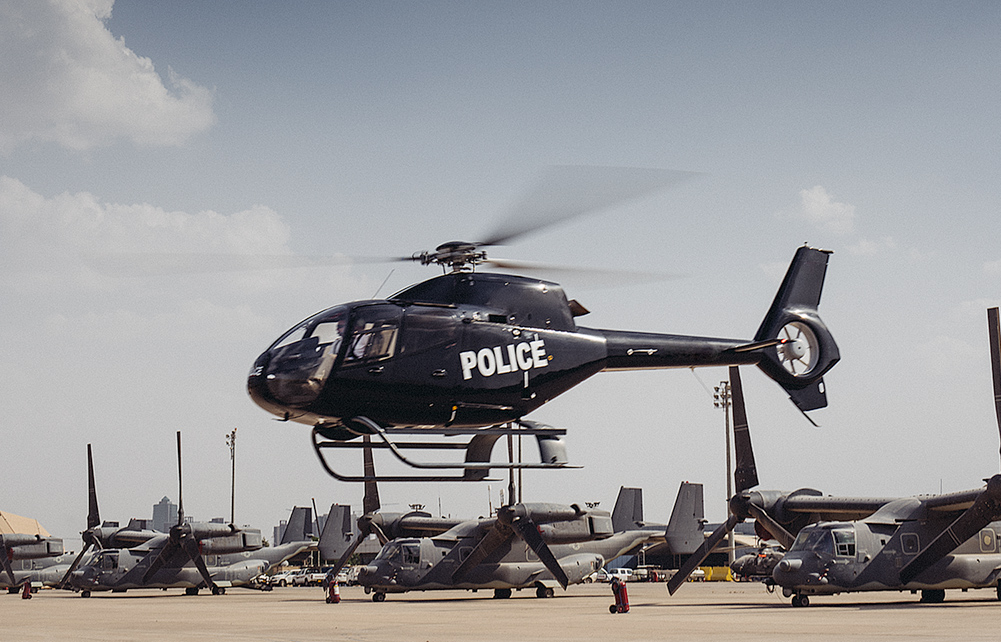
Vliegtuigen en politiehelicopter op de luchthaven